# آلادا، بنین
آلادا (به فرانسوی: Allada) شهری در استان آتلانتیک واقع در کشور بنین است که در سال ۱۹۹۲ میلادی ۱۵٬۵۴۸ نفر جمعیت داشته و جمعیت آن در سال ۲۰۰۵ میلادی به ۲۰٬۰۹۴ نفر رسیده‌است.